# Cheiridopsis pillansii
Cheiridopsis pillansii är en isörtsväxtart som beskrevs av L. Bol. Cheiridopsis pillansii ingår i släktet Cheiridopsis och familjen isörtsväxter. Inga underarter finns listade i Catalogue of Life.